# Glenea heikichii
Glenea heikichii é uma espécie de escaravelho da família Cerambycidae.